# Monrepos (arqueología)
Monrepos es un centro de investigación arqueológica y un museo sobre la evolución cultural del comportamiento humano situado en Schloss Monrepos (Castillo Monrepos) en Neuwied, Alemania. En este centro se investiga por un lado el desarrollo del comportamiento humano moderno durante el Paleolítico y el Mesolítico, mientras que por otro lado en el museo se exponen al público los restos arqueológicos que permiten estudiar dicha evolución. El centro Monrepos es una de las instituciones punteras en la investigación de la Historia más antigua de la Humanidad.

## Estructura
El Centro Monrepos forma parte del Museo Central Romano-Germánico de Maguncia (Mainz en alemán), miembro de la Comunidad Científica Gottfried Wilhelm Leibniz. Monrepos está también patrocinado por la Fundación Príncipe Maximiliano de Wied, que apoya la investigación, docencia y divulgación de los resultados de las investigaciones. El centro también colabora estrechamente con el Instituto de Prehistoria de la Universidad Johannes Gutenberg de Maguncia.

## Localización
Monrepos (del francés "mi descanso") es un área de recreo histórica situada en las colinas que bordean la ciudad de Neuwied, en una zona de transición entre el valle medio del río Rin y el Westerwald. En los extensos bosques que rodean el Monrepos existen diversas rutas de senderismo de larga distancia, destacando la Rheinsteig y la Rheinhöhenweg, así como diversos senderos a lo largo de los restos del Limes Germanicus romano. El edificio, originalmente residencia de verano de los príncipes de Wied, es hoy en día el centro de un conjunto de edificios históricos de los siglos XVIII y XIX.

## Historia

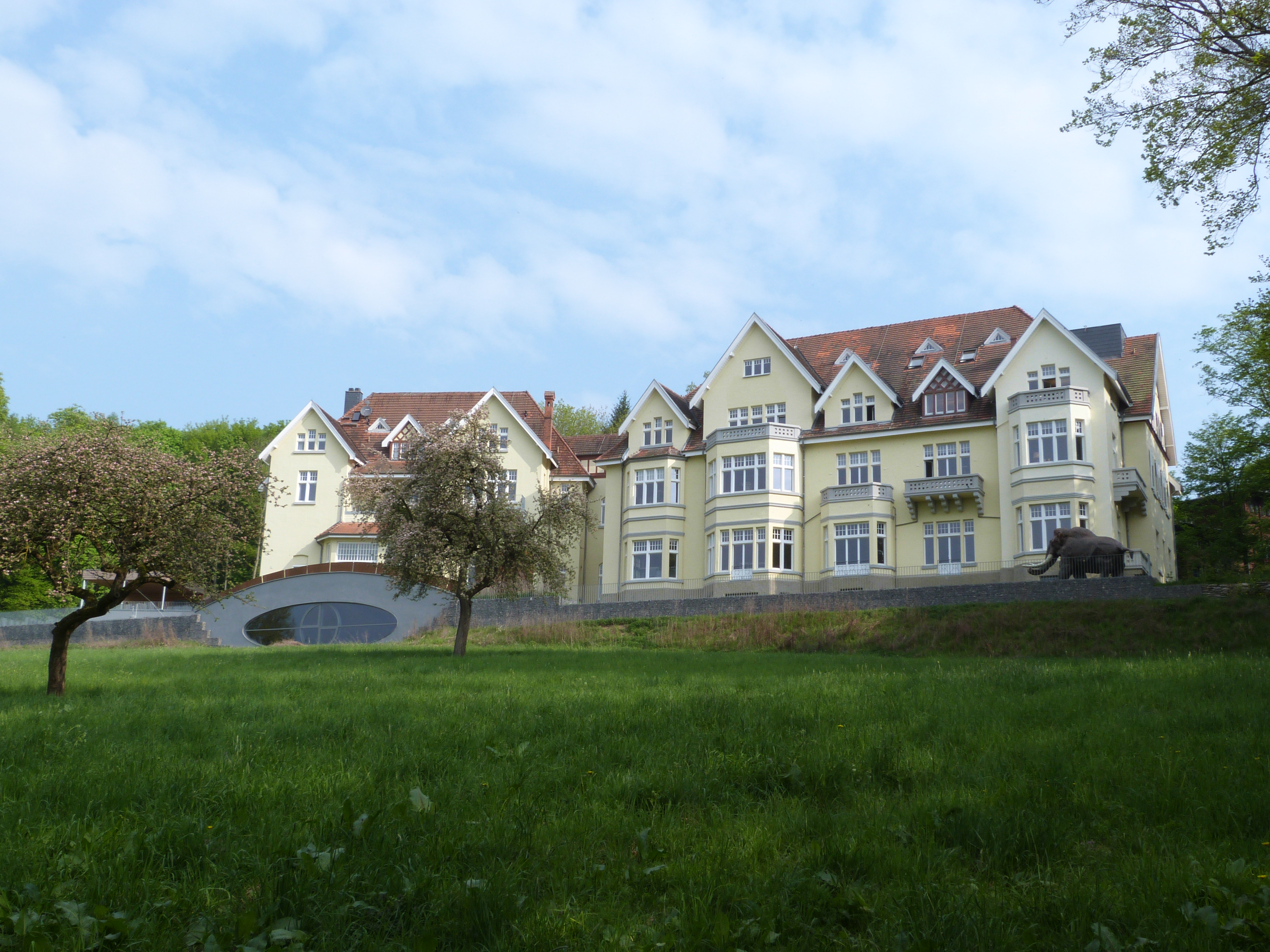
Monrepos en 2013 una vez finalizados los trabajos de restauración

Hasta 2012, Monrepos era denimonado "unidad de investigación del Paleolítico" (Forschungsbereich Altsteinzeit) como parte del Museo Central Romano-Germánico de Maguncia (RGZM) así como "Museo de la Arqueología de la Edad del Hielo" (Museum für die Archäologie des Eiszeitalters). Esta unidad fue fundada por el RGZM en 1984 debido al descubrimiento y posterior estudio de varios yacimientos de gran importancia en la Cuenca de Neuwied, en el cauce medio del río Rin, como Niederbieber, Gönnersdorf o Bad Breisig. Junto con el Museo de la Arqueología de la Edad del Hielo, la unidad de investigación ha estado emplazada en el Castillo Monrepos (Schloss Monrepos en alemán) desde 1988. Este edificio fue construido en 1909 con el nombre original de "Waldheim" (Casa del Bosque), y sirvió como residencia de las viudas de los Príncipes de Wied. En 1986, el Príncipe Federico Guillermo de Wied donó el castillo a la Fundación Príncipe Maximilian zu Wied-Neuwied.
La unidad fue fundada por Gerhard Bosinski, quien además de director de la misma era también profesor en el Instituto de Arqueología Prehistórica de la Universidad de Colonia. Desde el año 2003 la directora del centro es Sabine Gaudzinski-Windheuser, quien es también profesora en el Instituto de Prehistoria e Historia Reciente de la Universidad de Maguncia.
Por lo respecta al Museo de la Arqueología de la Edad del Hielo, la exposición permanente fue renovada en el año 2005, pero el Museo tuvo que cerrar sus puertas en 2011 debido a los trabajos de remodelación del Schloss Monrepos. El museo está en la actualidad siendo rediseñado con un concepto totalmente nuevo, estando prevista su reapertura para finales de 2013 o comienzos de 2014.

## Marco temporal y geográfico de las investigaciones
La investigación en Monrepos abarca la historia más antigua de la Humanidad en el Viejo Mundo, desde sus comienzos a la aparición y desarrollo de la agricultura y la ganadería. Durante los años 80 y comienzos de los 90 del siglo XX los estudios se centraron particularmente en los importantes yacimientos de la Cuenca de Neuwied y sus alrededores: el yacimiento del Paleolítico Inferior de Miesenheim, de aproximadamente 600.000 años de antigüedad y uno de los más antiguos de Europa Central; los yacimientos en los antiguos cráteres volcánicos de Eifel como Schweinskopf, el grupo del volcán "Wannen", Tönchesberg o Plaidter Hummerich, que son los únicos asentamientos de este tipo ocupados por Neandertales; o importantes yacimientos del Magdaleniense en Andernach-Martinsberg y Gönnersdorf. Muchos de los yacimientos estudiados en Monrepos, como  Niederbieber, Bad Breisig, Kettig, Urbar, y los estratos superiores de Andernach-Martinsberg, fueron atribuidos al denominado complejo Federmesser, similar al Aziliense del final de la última glaciación en el suroeste de Europa. La excelente conservación de los restos arqueológicos en estos yacimientos, gracias a que fueron cubiertos por tefra volcánica procedente de la erupción del Laacher See ha permitido obtener una excelente información sobre los modos de vida de este periodo. Desde finales de los años 90 del siglo XX el marco geográfico de las investigaciones del Monrepos se han ampliado abarcando un ámbito internacional: mediante proyectos de cooperación internacional se han estudiado los yacimientos de Ubeidiya y Gesher Benot Ya'aqov en Israel. En Dmanisi, Georgia, Monrepos ha excavado el yacimiento con los restos humanos más antiguos de Eurasia. En la actualidad se están llevando a cabo diversas excavaciones internacionales en Rumaia, donde se ha recuperado el yacimiento más antiguo de Europa del Este, así como en las Cuevas de Taforalt, en Marruecos, donde se estudia el comportamiento de los humanos modernos y donde se encontraron los objetos de adorno más antiguos conocidos hasta la fecha.
Por otra parte, el análisis de diversos yacimientos mesolíticos como Duvensee o Bedburg-Königshoven constituyen los estudios cronológicamente más modernos desarrollados en el Monrepos.

## Princípios esenciales de la investigación
La investigación desarrollada desde el centro Monrepos, así como la difusión de sus resultados, tienen como objetivo la comprensión de las características esenciales del comportamiento de los humanos modernos y del desarrollo de esas características durante los periodos Paleolítico y Mesolítico, desde hace unos 2,5 millones de años hasta hace unos 7.500 años.
El Monrepos es una de las pocas instituciones arqueológicas cuya investigación está guiada por un principio rector propio. Este principio determina los objetivos de la investigación así como la estrategia necesaria para lograr dichos objetivos. El principio rector de la investigación está basado en una concepción integradora y holística de la Ciencia. De este modo, trata de combinar la tradicional dicotomía entre Ciencias Naturales y Ciencias Sociales. Diferentes fuentes de información y diversos contextos son conectados diacrónicamente en este principio, agrupados en tres unidades de investigación: "lapsos temporales", "estrategias" y "organización social". "Lapsos temporales" está relacionado con el conjunto de preguntas sobre dónde, cuándo y en qué marco de referencia evolucionó el comportamiento humano. Por su parte, las unidades "estrategias" y "organización social" intentan definir las estrategias de subsistencia y los patrones de comportamiento, así como su incrustación social. Este principio de investigación está orientado diacrónica y perspectivamente; esto significa que la investigación está sistemáticamente analizando diferentes periodos de tiempo y diferentes escalas. Los grandes marcos de referencia proporcionan una orientación, mientras que los marcos más concretos permiten alcanzar una mayor resolución en los resultados. Mediante el uso de una comparación sintética de las tres unidades de investigación y la contrastación entre diferentes periodos de tiempo y niveles de resolución es posible reconstruir la evolución del comportamiento humano a lo largo del Paleolítico y el Mesolítico.

## Lugares comunes de la investigación
Los lugares comunes particularmente relevantes en el estudio del desarrollo del comportamiento de los homínidos y los primeros humanos son los procesos relacionados con las estrategias de subsistencia, movilidad y patrones de asentamiento y uso del territorio de los cazadores-recolectores del Paleolítico y el Mesolítico.

### Programas de Datación y Calibración
Desde mediados de los años 90 del siglo XX, Monrepos ha estado implicado en la creación y mejora de una cronología absoluta para el Paleolítico Europeo. Como parte de este proceso, se iniciaron exhaustivos programas de datación del Paleolítico Superior, mientras que Olaf Jöris (Monrepos) y Bernhard Weninger (Universidad de Colonia) desarrollaron nuevos métodos de calibración de las dataciones por Carbono 14. La constante mejora de estos métodos mediante el empleo de datos paleoclimáticos de alta resolución hizo posible la calibración de dataciones cada vez más antiguas. Fruto de este trabajo fue el programa de calibración Calpal, desarrollado a mediados de los 90 por Olaf Jöris y Bernhard Weninger.

### Subsistencia
La caza de grandes presas es una habilidad importante en el desarrollo de las estrategias de subsistencia de los primeros homínidos. Monrepos ha establecido un estándar internacional en el estudio de la caza prehistórica mediante el empleo de un conjunto de métodos arqueozoológicos y una persepctiva diacrónica. Por ejemplo, la caza de grandes presas por los primeros homínidos fue demostrada arqueológicamente por primera vez por un investigador del Monrepos.
En la actualidad, la investigación en Monrepos se centra principalmente en las estrategias de caza de los Neandertales, dentro del contexto del estudio del uso del territorio por parte de los mismos. Estas estrategias son analizas a partir del estudio de varios yacimientos arqueológicos como las cuevas de Balve o Kulna o los grandes yacimientos al aire libre de Neumark-Nord o Schöningen.
Otros proyectos de investigación se centran en la subsistencia y economía de los grupos de cazadores-recolectores del final de la Edad del Hielo y los comienzos del Holoceno. El estudio de los restos arqueológicos del yacimiento de Duvensee fue el primero en demostrar la importancia de los recursos vegetales (avellanas) en el Mesolítico.

### Patrones de asentamiento
La investigación y análisis de la evolución de los patrones de asentamiento y el uso del territorio es otra de las principales líneas de investigación en Monrepos; desde su fundación, el estudio sistemático de grandes yacimientos al aire libre excavados en extensión así como de sus estructuras de habitación ha sido siempre un elemento clave en Monrepos. Las investigaciones actuales desarrolladas en este sentido implican el empleo de Sistemas de Información Geográfica y de métodos geoestadísticos que permiten llevar a cabo análisis cuantitativos y verificables de las dinámicas de poblamiento paleolíticas.
El amplio espectro de yacimientos investigados permite llevar a cabo una comparación diacrónica de las estrategias de asentamiento y ocupación del territorio, así como de su relación con los cambios climátios y ambientales y con factores socioeconómicos. En la actualidad se están llevando a cabo proyectos en este sentido en yacimientos como Neumark-Nord, Bilizingsleben, Niederbieber, Breitenbach, la Cueva Magdalena, Gönnersdorf, Andernach, Oelknitz o Duvensee.

### Arte
El estudio del Arte paleolítico desde una perspectiva analítica e integradora es otra de las caraterísitcas que definen el trabajado desarrollado desde el Monrepos, desde el descubrimiento y estudio de las famosas plaquetas decoradas de Gönnersdorf por Gerhard Bosinski. Esto hizo posible demostrar de forma concluyente que el arte mueble era un componente principal del Paleolítico centroeuropeo, y que las venus de tipo Gönnersdorf representaban una categoría principal dentro del mismo. El estudio del arte paleolítico en Monrepos se distingue por una perspectiva contextualizada que pretende comprender los principios y normas que regían su diseño y producción. Las plaquetas de Gönnersdorf están siendo analizadas en la actualidad mediante un detallado análisis tridimensional.

### Arqueología Experimental
Desde los años 80 se han llevado a cabo experimentos controlados relacionados con las técnicas de caza, procesado de carcasas y la tafonomía.

## Docencia y promoción de jóvenes investigadores
Los miembros del Monrepos participan de forma regular en la docencia relacionada con la evolución del comportamiento humano durante el Paleolítico y el Mesolítico en el Instituto de Prehistoria e Historia Reciente de la Universidad de Maguncia. Esta docencia en arqueología se ve complementada además por estancias en el centro, excursiones y escuelas de campo que permiten a los alumnos gozar de una participación directa en la Arqueología y la investigación. Por otra parte, se intenta promocionar a nuevos investigadores jóvenes mediante un programa de tutoría así como mediante becas como las otorgadas por la Fundación Prince Maximilian of Wied.

## Museo

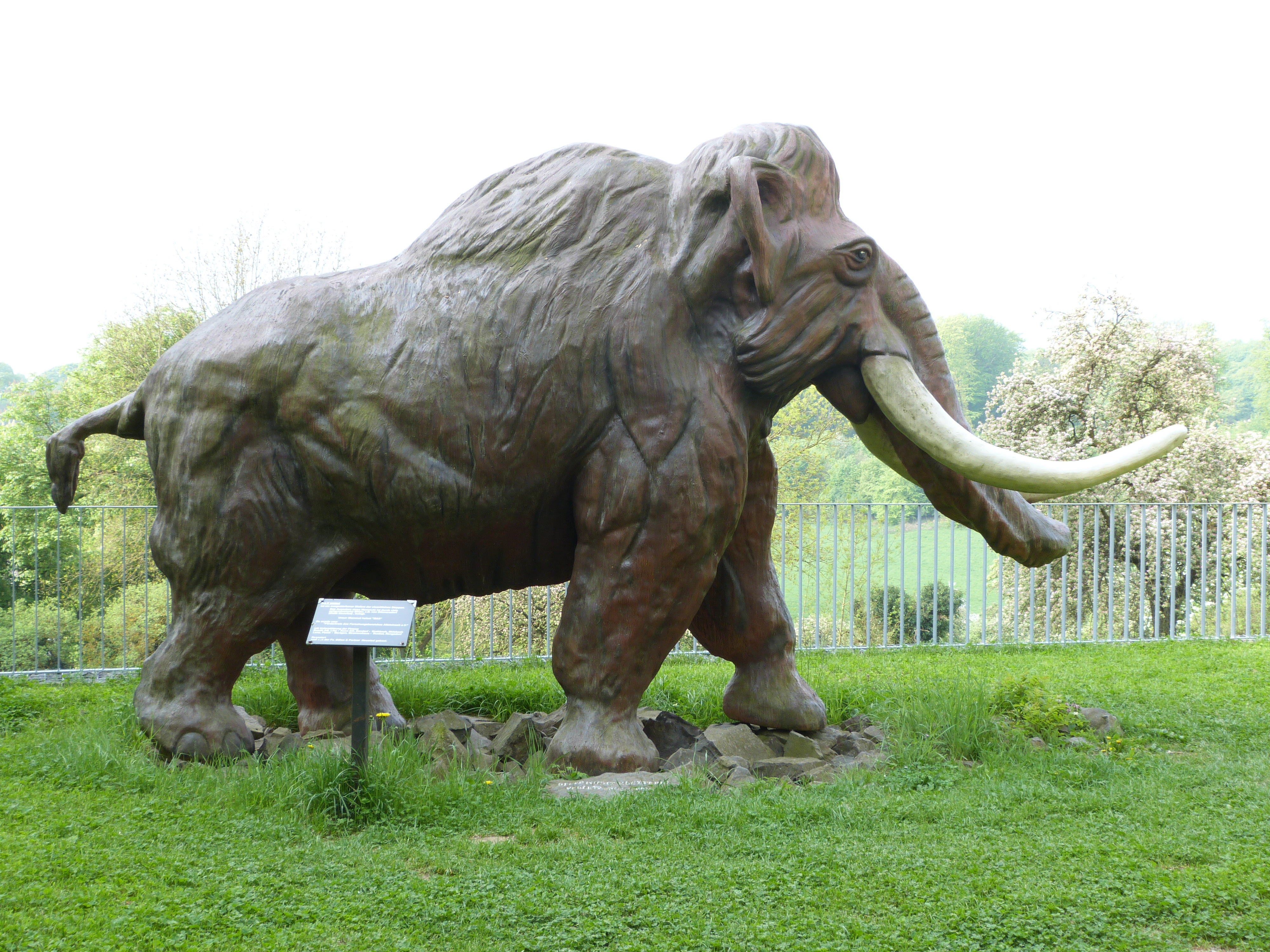
La escultura del mamut 'Max' situada en el exterior del Schloss Monrepos

La exposición permanente del Museo está vinculada con la investigación desarrollada en el centro, al presentar los resultados de dicha investigación sobre los orígenes y evolución del comportamiento humano. Debido a su renovación, la exposición se cerró en 2010, estando su reapertura prevista para finales de 2013.

## Divulgación
Además de la exposición permanente del Museo y la docencia impartida en la Universidad de Maguncia, desde el Monrepos se desarrollan también otras actividades de divulgación de la Arqueología y la Prehistoria. Así por ejemplo, las conferencias Rudolf Virchow-Vorlesung, celebradas anualmente, constituyen una de las charlas sobre Prehistoria más longevas de Alemania. Estas conferencias reconocen la trayectoria de investigadores eminentes en el campo de la Arqueología Paleolítica, quienes presentan el resultado de sus investigaciones en una charla abierta al público celebrada anualmente en el Castillo de Neuwied.
Igualmente, el SteinZeitReise (“Viaje a la Edad de Piedra”) es un evento público y participativo celebrado todos los domingos de Pentecostés en el Castillo Monrepos. En este festival, el personal del centro muestra diversos aspectos relacionados con la vida cotidiana de los grupos de cazadores-recolectores Paleolíticos, a la vez que el público es invitado a participar en diversas actividades como la talla del sílex, tiro con arco y propulsor prehistórico, o una excavación arqueológica simulada.
Por otra parte, también se han llevado a cabo exposiciones temporales de carácter innovador, como la "GANZ ALT - die Archäologie des Eiszeitalters umgesetzt" de Otmar Alt, que conectaba el Arte Paleolítico con el arte contemporáneo.

## Colecciones

### Colección osteológica
La colección osteológica comparativa está formada principalmente por especímenes animales, complementados por una pequeña colección de restos humanos. El inventario de fauna incluido en esta colección consiste principalmente en animales procedentes de la Edad del Hielo europea o sus parientes actuales. Además de grandes mamíferos como mamut, rinoceronte, bisonte o caballo, la colección también incluye restos de pequeños mamíferos o aves. La colección tafonómica incluye materiales tanto arqueológicos como experimentales que muestran diversas patologías y huellas producidas por diferentes procesos y agentes, así como huesos modificados experimentalmente.

### Colección de materias primas líticas
La colección de materias primas líticas está formada por diferentes muestras de sílex, que sirvieron como materia prima para la producción de herramientas en el Paleolítico Medio y Superior. Actualmente la colección cuenta con aproximadamente 230 muestras, en su mayoría procedentes de afloramientos situados en la región del Rin.

### Colección de útiles arqueológicos
La colección de útiles está formada por aproximadamente 4500 objetos del Paleolítico Medio y Superior. Estos incluyen tanto piezas originales como copias realizadas por el Departamento de Restauración del Museo Central Romano-Germánico. Un componente importante de esta colección es el archivo de figuras femeninas: con unos 50 ejemplares de Venus paleolíticas, constituye la mayor colección de este tipo en el Mundo. Recoge originales y copias de todas las figuras femeninas documentadas en el Paleolítico. La colección también incluye las plaquetas grabadas de Gönnersdorf y figuritas pertenecientes al Paleolítico Superior.

## Biblioteca
La biblioteca del Monrepos contiene más de 70.000 ejemplares referentes a la Arqueología Paleolítica y Mesolítica, complementada por una extensa colección de ediciones especiales y una base de datos electrónica de publicaciones periódicas.